# Haparanda
Haparanda (fiń. Haaparanta) – miasto w północnej Szwecji, leżące u ujścia rzeki Torne do północnej części Zatoki Botnickiej, w regionie Norrbotten, przy samej granicy z Finlandią. Haparanda leży naprzeciw fińskiego miasta Tornio, z którym tworzy wspólny układ urbanistyczny.
W Haparandzie znajduje się najdalej na północ położony szwedzki port. Znajduje się tu też najdalej na wschód wysunięty punkt Szwecji.
Prawa miejskie 1848. Obecnie liczy 4778 mieszkańców (dane z 2005). Haparanda jest stolicą liczącej około 10062 (dane z 2010) mieszkańców gminy Haparanda.
W mieście działa klub hokeja na lodzie Asplöven HC.
W Haparandzie mieści się najdalej na północ wysunięta IKEA świata. Jest tu zabytkowy Hotel Miejski.